# Big Desert Wilderness Park
Big Desert Wilderness Park är en park i Australien. Den ligger i kommunen Mildura Shire och delstaten Victoria, omkring 420 kilometer nordväst om delstatshuvudstaden Melbourne. Big Desert Wilderness Park ligger 134 meter över havet.
Trakten runt Big Desert Wilderness Park är nära nog obefolkad, med mindre än två invånare per kvadratkilometer.. Det finns inga samhällen i närheten.
Omgivningarna runt Big Desert Wilderness Park är i huvudsak ett öppet busklandskap. Genomsnittlig årsnederbörd är 355 millimeter. Den regnigaste månaden är juni, med i genomsnitt 60 mm nederbörd, och den torraste är januari, med 10 mm nederbörd.